# Hodkov (Jistebnice)
Hodkov (německy Hodkow) je malá vesnice, část města Jistebnice v okrese Tábor v Jihočeském kraji. Nachází se asi tři kilometry západně od Jistebnice. Hodkov leží v katastrálním území Zvěstonín o výměře 3,05 km².

## Historie
První písemná zmínka o vesnici pochází z roku 1379.

## Obyvatelstvo
| Rok            | 1869 | 1880 | 1890 | 1900 | 1910 | 1921 | 1930 | 1950 | 1961 | 1970 | 1980 | 1991 | 2001 | 2011 | 2021 |
| -------------- | ---- | ---- | ---- | ---- | ---- | ---- | ---- | ---- | ---- | ---- | ---- | ---- | ---- | ---- | ---- |
| Počet obyvatel | 92   | 72   | 70   | 74   | 69   | 74   | 76   | 54   | 40   | 37   | 23   | 19   | 17   | 14   | 18   |
| Počet domů     | 11   | 11   | 11   | 11   | 11   | 11   | 11   | 11   | 11   | 11   | 9    | 11   | 11   | 11   | 12   |

## Obecní správa
Při sčítání lidu v letech 1850–1879 Hodkov byl osadou obce Drahnětice v okrese Sedlčany. V letech 1921–1963 byl osadou obce Svoříž, se kterým patřil nejprve do okresu Sedlčany, ale od roku 1950 v okrese Tábor. Od roku 1964 je částí města Jistebnice v okrese Tábor.

## Pamětihodnosti
- Ve vesnici se nachází udržovaná kaple.
- Poblíž kaple se nalézá kříž v ohrádce na velmi zdobném kamenném podstavci. Podstavec nese dataci 1874. Uprostřed kamenného podstavce je nika a v ní je umístěná socha Panny Marie. Na štítku je tento nápis: POCHVÁLEN BUĎ JEŽÍŠ KRISTUS

## Galerie

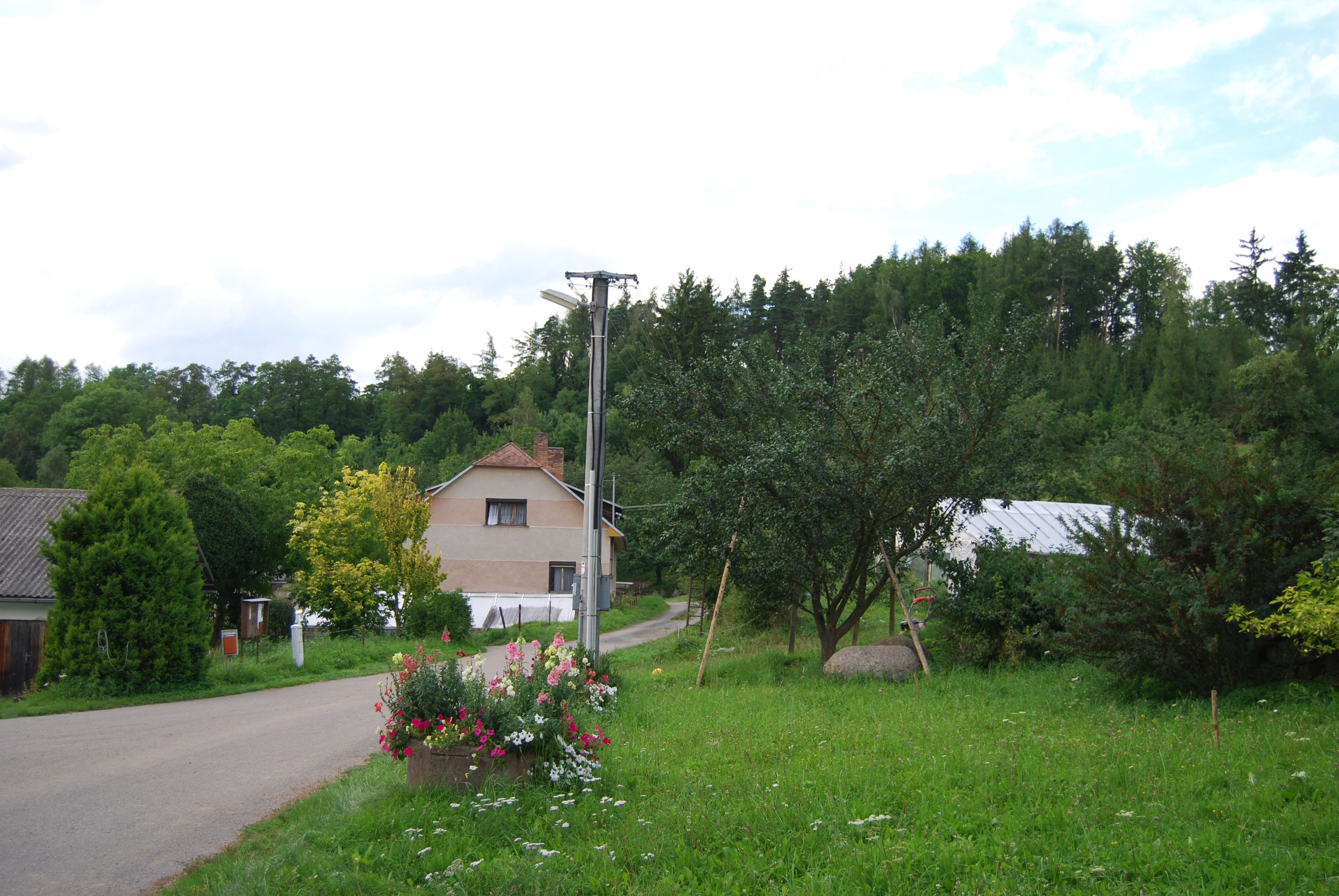
Pohled na část vesnice
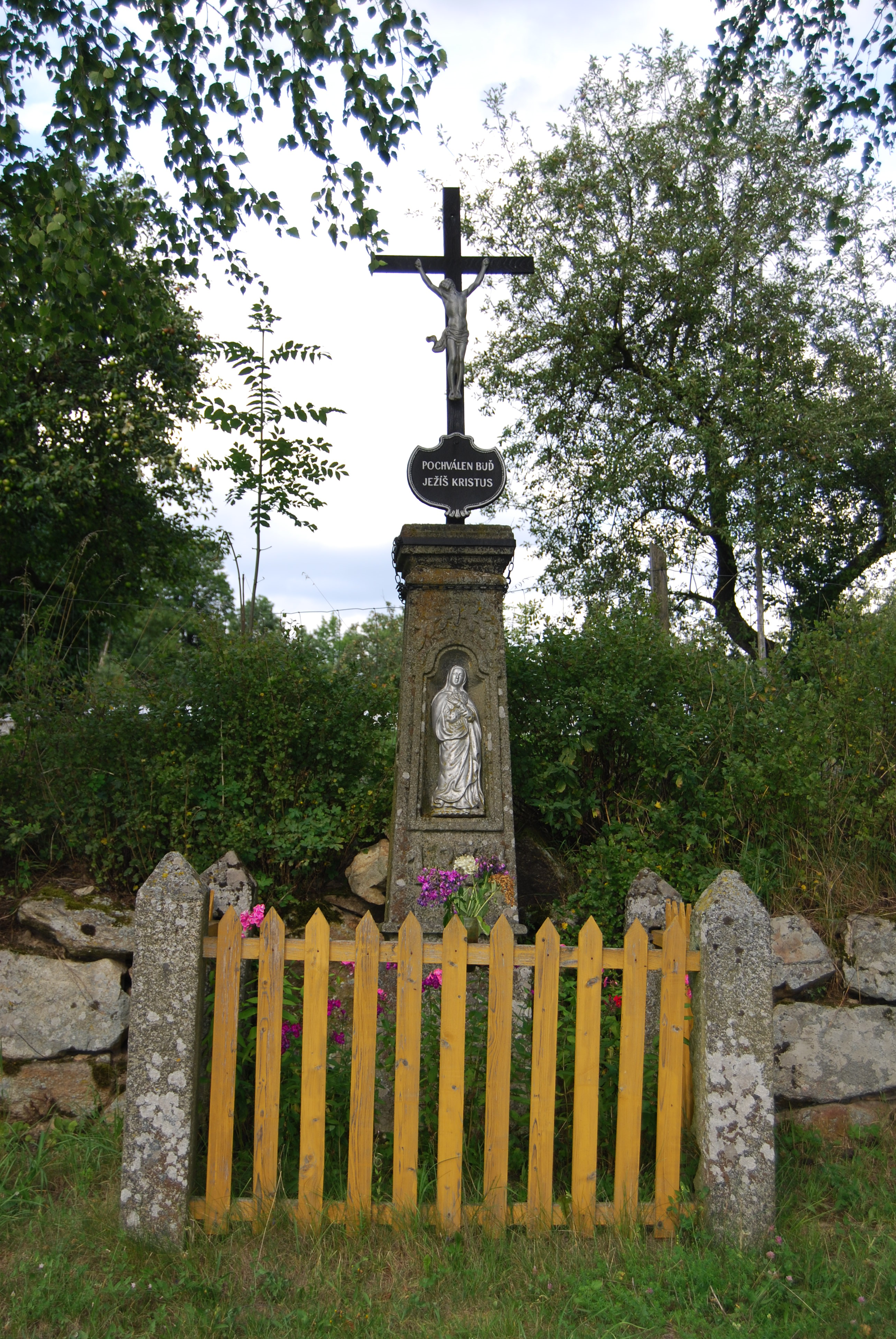
Kříž vedle návesní kaple
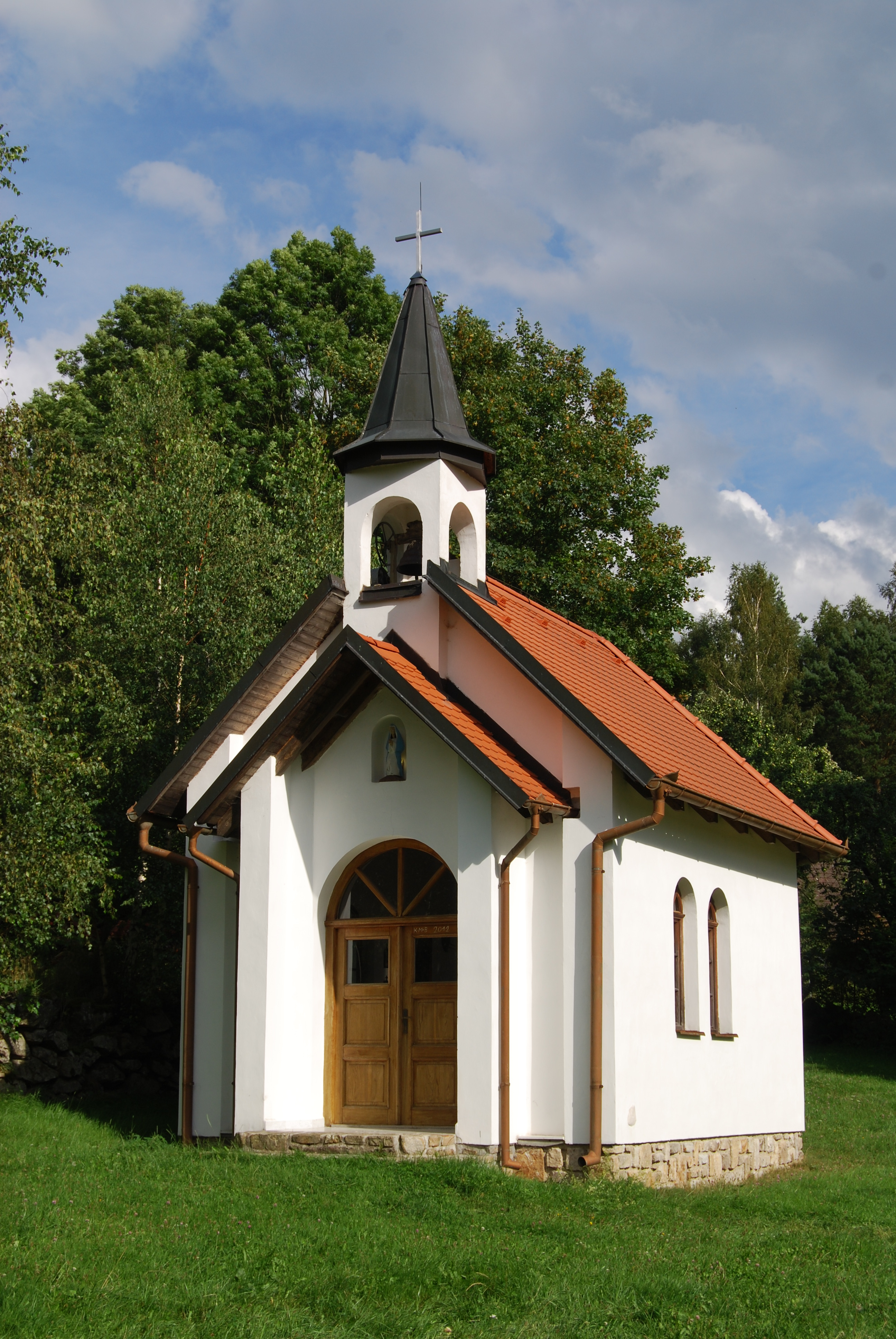
Návesní kaple